# Catharsius africanus
Catharsius africanus är en skalbaggsart som beskrevs av Ferreira 1960. Catharsius africanus ingår i släktet Catharsius och familjen bladhorningar. Inga underarter finns listade.